# Комета
Комета је небеско тело које се налази у путањи око Сунца. Комете се састоје од прашине, смрзнутих гасова, камена и леда. Орбите комета се стално мењају: оригинално су биле у спољном Сунчевом систему и склоне су поремећајима приликом блиских пролазака поред великих планета. Неке од њих прилазе близу Сунцу и испаравају, док неке бивају заувек избачене из Сунчевог система. Карактерише их изненадна појава на небу и реп који вишеструко надмашује димензије самог језгра комете.
Комета је мало ледено тело унутар Сунчевог система које се, када прође близу Сунца, загрева и почиње да избацује гасове, приказујући видљиву атмосферу или кому, а понекад и реп. Овај феномен настаје због ефекта соларне радијације и соларног ветра на језгро комете. Језгра комете варирају од неколико стотина метара до неколико километара у пречнику и састоје се од леда, прашине и малог камења Кома и реп су много већи и, ако су довољно светли, могу се видети са Земље голим оком. Комете су посматране и забележене још од античких времена у многим културама.
Комете обично имају врло ексцентричну елиптичну орбиту, и висок спектар орбиталних периода, варирају од неколико година до потенцијално неколико милиона година. Комете са кратким периодом потичу из Кајперовог појаса или његовог расутог диска, који лежи иза орбите Нептуна. За комете са дугим периодом се сматра да потичу из Ортовог облака, сферичног облака пуног леденим телима који се пружа од краја Кајперовог појаса па до пола пута до следеће звезде. Комете са дугим периодом су усмерене према Сунцу из Ортовог облака гравитационим пертурбацијама изазваних пролазећим звездама и галактичком плимом. Хиперболичне комете пролазе кроз Сунчев систем само једном, пре него што бивају испаљене у међузвездани простор.
Комете се разликују од астероида по присуству продужене атмосфере невезане гравитацијом око централног језгра. Атмосфера има делове који се називају кома (централни део који директно окружује језгро) и реп (дугуљастог облика и састоји се од прашине или гаса који се избацује из коме притиском сунчевог светла или соларним ветровима). Међутим, изумрле (угашене) комете, које су прошле поред сунца више пута, су изгубиле скоро сав свој нестабилни лед и прашину, и почињу да личе на астероиде. За астероиде се верује да имају различито порекло од комета, да су настали унутар орбите Јупитера, а не у спољном Сунчевом систему. Откриће комета из главног појаса и активних кентаура је замутило разлику између астероида и комета.
Од новембра 2014. постоје 5253 познатих комета, број који лагано расте. Но ово представља само мали делић укупног потенцијалног броја комета, јер се процењује да је резервоар комета у спољашњем соларном систему (у Ортовом облаку) преко билион. Отприлике, једна комета годишње је видљива голим оком, иако су многе слабо видљиве и неспектакуларне. Посебно светли примери се називају "Велике комете". Комете су биле посећиване од стране беспилотних сонди као што су Розета Европске свемирске агенције, која је постала прва сонда која је спустила роботску летилицу на комету, и NASA-ин Deep Impact, која је направила кратер на комети Tempel 1 да би проучила њену садржину.

## Физичке одлике

### Нуклеус
Спољни део нуклеуса комете има веома низак коефицијент рефлексије, што их чини најнерефлективнијим објектима у Сунчевом систему. Свемирска сонда Ђото је открила да нуклеус Халејеве комете одбија око 4% светла које пада на њу, А Дип Спејс 1 је открила да површина Борелијеве комете одбија мање од 3% светла које падне на њу; у поређењу, асфалт одбија 7% светла. Тамни површински материјал језгра се можда састоји од сложеног органског једињења. Соларно загревање отера сва лакша, нестабилнија једињења, остављајући већа која су обично веома тамна, попут катрана или сирове нафте. Мала рефлективност површине комете им омогућава да упије неопходну топлоту за покретање процеса избацивања гасова.
Језгра комете са пречницима до 30 километара су виђене, али одређивање њихове тачне величине је веома тешко. Језгро 322P/SOHO је вероватно само 100-200 метара у пречнику. Недостатак мањих детектованих комета упркос повећању осетљивости инструмената је навело неке да закључе да постоји стварни мањак комета мањих од 100 метара у пречнику. За познате комете се процењује да имају просечну густину од 0,6 g/cm3. Због своје мале масе, језгра комете не постају кружна под утицајем сопствене гравитације те имају неправилне облике.
Отприлике за шест процената астероида у близине Земље се верује да су угашена језгра комете која више не испуштају гасове, укључујући 14827 Hypnos и 3552 Don Quixote.
Резултати Розете и Филе летилица показују да 67П/Чурјумов-Герасименко нема магнетно поље, што наговештава да магнетизам можда није играо улогу у настанку планета. Даље, ALICE спектрограф на Розети је утврдио да електрони (унутар 1 km изнад језгра)који су настали фотојонизацијом молекула воде соларном радијацијом, а не фотонима са Сунца како се раније сматрало, су одговорни за деградацију воде и угљен-диоксида који се ослобађају из језгра у кому. Инструменти на Феле летилици су открили барем шеснаест органских једињења на површини комете од којих су четири по први пут откривена на комети.

### Кома
Млазеви прашине и гаса овако ослобођени стварају око комете огромну и врло ретку атмосферу која се назива "кома", а сила која делује на кому коју стварају Сунчев притисак радијације и соларни ветрови изазива стварање огромног "репа" који увек показује од Сунца.
Кома је обично састављена од воде и прашине, где вода чини 90% нестабилних материја које излазе из језгра када је комета на око 3 до 4 астрономске јединице (450.000.000 до 600.000.000 километара) од Сунца. Молекул  H2O се разбија процесом фотодисоцијације и у мањој количини фотојонизацијом, док соларни ветар игра малу улогу у разарању воде у поређењу са фотохемијом. Веће честице прашине остају за кометом, док светлосни притисак потискује мање честице даље од Сунца.
Иако је чврсто језгро комете обично мање од 60 km у пречнику, кома може да буде широка на хиљаде или милионе километара у пречнику, и понекад постаје већа и од Сунца. На пример, око месец дана након излива у октобру 2007. године, комета 17P/Holmes је имала затамњену атмосферу од прашине која је била већа од Сунца. Велика комета из 1811. је такође имала кому отприлике пречника сунца. Чак иако кома може да буде веома велика, њена величина се може смањити док не пређе орбиту Марса на око 1,5 астрономских јединица (220.000.000 километара) од Сунца. На овој раздаљини соларни ветрови постају довољно јаки да одувају гас и прашину са коме, повећавајући реп. Јонски реп је виђен како се пружа 1 астрономску јединицу (150 милиона km) или више.
И кома и реп су осветљени Сунцем и могу постати видљиви када комета прође кроз унутрашњи соларни систем, прашина која рефлектује Сунчеву светлост директно а гасови сијају од јонизације. Већина комета су превише тамне да би их видели без телескопа, али неколико њих сваке деценије постају довољно светле да би биле видљиве голим оком. Понекад, комета може да претрпи нагло и велико губљење гаса и прашине, током којег се величина коме драстично повећава на неко време. Ово се десило 2007. комети Холмс.
Године 1996. откривено је да комете испуштају X-зраке. Ово је веома изненадило астрономе зато што се емисија X-зрака обично асоцира са телима високе температуре. X-зраци се стварају интеракцијом између комете и соларних ветрова: када високо наелектрисани јони у соларном ветру пролете кроз атмосферу комете, сударају се са атомима и молекулима комете, „краду“ један или више електрона из атома у процесу који се назива „размена наелектрисања“. Ову размену електрона прати престанак узбуђења честица и прелазак јона у неутрално стање, што доводи до ослобађања X-зрака и ултра-љубичастих фотона.

### Репови
У спољашњем Сунчевом систему, комете остају залеђене и неактивне и врло их је тешко или немогуће открити са Земље због своје мале величине. О статистичкој детекцији неактивних комета у Кајперовом појасу извештавао је Хабл телескоп али ове детекције су довођене под знак питања. Док се комета приближава унутрашњем соларном систему, соларна радијација изазива испарење нестабилних материја у комети и њихово изливање из нуклеуса, односећи прашину са собом.
Млазови прашине и гаса стварају своје посебне репове, који су постављени под благо различитим угловима. Реп прашине се оставља у орбити комете на такав начин да често ствара закривљени реп који се назива тип II или реп прашине. У исто време, јонски или тип I реп, сачињен из гасова, стално показује директно од сунца, јер соларни ветрови имају јачи утицај на гас него на прашину, пратећи линије магнетног поља уместо орбиталну путању. Понекад када Земља прође кроз орбиталну раван комете, и када видимо траг комете са стране, може се видети реп који показује супротно од јонског репа и репа прашине – антиреп.
Посматрања антирепа су значајно допринела открићу соларног ветра. Јонски реп се формира јонизацијом честица у коми од стране Сунчеве ултра-љубичасте радијације. Када су се честице јонизовале, оне добијају позитивно наелектрисање што доводи до настанка „индуковане магнетосфере“ око комете. Комета и њено индуковано магнетно поље стварају препреку честицама у соларном ветру. Због тога што је релативна орбитална брзина комете и соларног ветра надзвучна, ствара се ударни луку узводно од комете у правцу тока соларног ветра. У овом ударном луку, велике концентрације јона комете се удружује и „пуни“ соларно магнетно поље плазмом, тако да линије поља падају око комете формирајући реп.
Ако је пуњење јонског репа недовољно, онда се линије магнетног поља скупљају до тачке где се, на некој раздаљини на јонском репу, ствара магнетна реконекција. Ово доводи до „откачења репа“. Ово је уочено више пута, једном 20. априла 2007. године, када се јонски реп Енкејеве комете потпуно одвојио док је комета пролазила кроз коронално избацивање масе. Овај догађај је уочила STEREO свемирска сонда.
Године 2013, ЕСА научници су известили да се јоносфера планете Венере избацује у млазевима попут јонског репа који се може видети на кометама.

### Млазеви
Неједнако загревање може да доведе до пробоја новонасталих гасова кроз слабу тачку на површини језгра комете попут гејзера. Ови млазеви гаса и прашине могу да изазову окретање језгра, чак и његово раздвајање. 2010. је откривено да суви лед може да избацује млазеве материјала из језгра комете. Ово је познато зато што се летилица толико приближила да је могла да види одакле излазе млазови, а потом измерила спектар инфра-црвеног зрачења тако да види састав материјала.

## Орбиталне одлике
Већина комета су мала тела у Сунчевом систему са издуженим елиптичним орбитама које их доводе близу Сунца до дела њихове орбите а онда ван, у даље делове Сунчевог система. Комете се често класификују по дужинама орбиталног периода: Што дужи период то је издуженија елипса.

### Кратки период
Периодичне комете или комете кратког периода су генерално дефинисане по томе што имају орбитални период краћи од 200 година. Обично орбитирају мање-више у еклиптичној равни у истом правцу као и планете. Њихова орбита их обично води до области даљих планета (иза Јупитера) до афела; на пример, афелон Халејеве комете је мало иза орбите Нептуна. Комете чији се афел налази близу орбите веће планете су назване њена „фамилија“. За те фамилије се сматра да настају из тога да планете заробе комету дугог периода.
На краћем крају, Енкејева комета има орбиту која не досеже орбиту Јупитера и позната је као Енке-тип комета. Комете кратког периода са орбиталним периодом мањим од 20 година и са малом инклинацијом (до 30 степени) се називају Јупитер-фамилија комета (JFC). Оне попут Халејеве комете, са периодом између 20 и 200 година и са инклинацијом од 0 до 90 степени се називају Халеј-тип комета (HTC). До 2015, уочено је само 75 HTC-а, у поређењу са 511 JFC-а.
Недавно откривене комете главног појаса из сопствене класе, орбитирају по кружнијим орбитама са појасом астероида.
Због тога што их елиптичне орбите често приближавају џиновским планетама, комете су подвргнуте даљим гравитационим пертурбацијама. Комете кратког периода обично имају афел који се поклапа са осовином џиновских планета, а JFC је највећа група. Јасно је да комете које долазе из Ортовог облака су под јаким утицајем гравитације џиновских планета, због блиског мимоилажења. Јупитер је извор највећег броја пертурбација, пошто је дупло масивнији од свих осталих планета заједно. Ове пертурбације могу скренути комете дугог периода и претворити их у комете кратког периода.
На основу орбиталних одлика, за комете кратког периода се сматра да су настале од кентаура у Кајперовом појасу/расутом диску док се за комете дугог периода сматра да потичу из најудаљенијих делова Ортовог облака. Верује се да велики ројеви тела која подсећају на комете круже око Сунца у овом удаљеном региону у отприлике кружним орбитама. Понекад, гравитациони утицај спољних планета или оближњих звезда (у случају Ортовог облака) могу да убаце један од ових предмета у елиптичну орбиту која их води према Сунцу, да би створили видљиве комете. За разлику од повратка периодичних комета, чије су орбите установљене претходним посматрањима, појава нових комета је непредвидива овим механизмом.

### Дуги период
Комете дугог периода имају врло ексцентричне орбите и периоде који варирају од 200 година до неколико хиљада година. Ексцентричност је већа од 1 када је близу перихела не мора нужно да ће комета напустити Сунчев систем. На пример МекНот комета је имала хелиоцентричну ексцентричност од 1.000019 у близини перихела у јануару 2007. али ју је везало Сунце у орбиту од отприлике 92.600 година зато што ексцентричност пада испод 1 како се комета удаљује од Сунца. Будућа орбита комете са дугим периодом се предвиђа када се израчуна оскулирајућа орбита након напуштања планетарног региона и рачуна се према центру масе Сунчевог система. По дефиницији лп, ете дугог периода остају везане за Сунце; комете које бивају избачене из соларног система због блиског проласка великих планета више се не сматрају као комете са периодом. Орбите комета дугог периода их одводе далеко из афела спољних планета, а раван њихових орбита не лежи близу еклиптичне равни. Комете дугог периода попут комете Запад и C/1999 F1 могу да имају растојање апсиде од скоро 70.000 АЈ са орбиталним периодом процењеним на 6 милиона година.
Не периодичне комете су сличне кометама дугог периода по томе што такође имају параболичну, или благо хиперболичну путању када се нађу близу перихела у унутрашњем Сунчевом систему. Међутим, гравитационе пертурбације великих планета изазивају промену њихових орбита. Те комете имају хиперболичну или параболично оскулаторну орбиту која им дозвољава да заувек изађу из Сунчевог система након само једног пролаза поред Сунца. Сунчева хил сфера има нестабилну максималну границу од 230.000 АЈ (3.6 светлосних година). Само је пар стотина комета виђено како достижу хиперболичну орбиту у близини перихела што наговештава да ће можда изаћи из Сунчевог система.
Ниједна комета са ексцентричношћу знатно већом од 1 није примећена, тако да не постоје потврђена посматрања комета које су вероватно дошле ван Сунчевог система. Комета C/1980 E1 има орбитални период од око 7,1 милион година пре проласка перихела 1982. године, али је сусрет са Јупитером убрзао комету дајући јој највећу познату ексцентричност хиперболичне комете (1.057). Комете које се не очекују да се врате у унутрашњи Сунчев систем укључују C/1980 E1, C/2000 U5, C/2001 Q4 (NEAT), C/2009 R1,C/1956 R1, and C/2007 F1 (LONEOS).
Неки надлежни органи користе термин „периодична комета“ за сваку комету са периодичном орбитом (то јест, све комете кратког и дугог периода), док други користе само за комете са кратким периодом. Слично, иако је буквално значење „непериодична комета“ исто што и „комета која се појављује једном“, неки га користе за све комете које нису периодичне (то укључује и све комете са периодом већим од 200 година)
Рана посматрања су открила неколико правих хиперболичких (непериодичних) путања, али не без урачунавања Јупитера. Ако би комета превагнула у међузвездани простор, кретала би се брзином истог реда у поређењу са брзинама звезда близу Сунца (неколико десетина километара по секунди). Ако би такви објекти ушли у Сунчев систем, имали би позитивну специфичну орбиталну енергију и могло би се видети да имају праву хиперболичну путању. Груб прорачун показује да можда постоје 4 хиперболичне комете по веку унутар Јупитерове орбите, једна мање више.

### Ортов и Хилсов облак
За Ортов облак се сматра да заузима огроман простор негде између 2000 и 5000 АЈ (0,03 и 0,08 светлосних година) до чак 50000 АЈ (0,79 светлосних година) од Сунца. Неке процене смештају крајњу границу на негде између 100.000 и 200.000 АЈ (1,58 и 3,16 сг). Регион се може поделити у сферични спољни Оортов облак на 20,000-50,000 АЈ, и у унутрашњи облак облика крофне на 2,000-20,000 АЈ. Спољни облак је слабо везан за Сунце, и даје комете дугог периода (и можда Халејев тип) до унутар Нептунове орбите. Унутрашњи облак је такође познат као Хилсов облак назван по Ј. Г. Хилсу, који је предложио његово постојање 1981. године. Модели предвиђају да унутрашњи облак има на десетине или стотине пута више језгара комета од спољног облака. У њему виде могућ извор нових комета који снабдева релативно сиромашан спољни облак, јер његов број комета полако опада. Хилсов облак објашњава наставак постојања Оортовог облака након милијарди година.

### Егзокомете
Такође су детектоване и егзокомете ван Сунчевог система и можда су честа појава у Млечном путу. Први детектован систем егзокомете је око Бета Пикториса, врло младе звезде А типа 1987. године. Укупно је идентификовано десет таквих комета до 2013. године, коришћењем апсорпционог спектра који изазива велики облак гаса који комета испушта када пролази близу своје звезде.

## Ефекти комета

### Веза са кишом метеора
Као последица избацивања гасова, комете остављају за собом траг чврстог отпада који је превише велики да би га радијациони притисак и соларни ветар одгурнули. Ако путања комете прелази Земљину орбиту, онда се у тој тачки вероватно налазе кише метеора док Земља пролази кроз траг отпада. Персеид киша метеора, на пример, настаје сваке године између 9. и 13. августа, када Земља прође кроз орбиту комете Свифт-Татл. Халејева комета је извор Орионове кише метеора у Октобру.

### Комете и утицај на живот
Многе комете и астероиди су се сударали са Земљом у њеним раним фазама развоја. Многи научници верују да је бомбардовање Земље кометама пре 4 милијарде година донело велике количине воде која сад попуњава Земљине океане, или барем њен значајан део. Друга истраживања су бацила сумњу на ту теорију. Детекција органских молекула, укључујући полицикличне и ароматичне угљоводонике, у значајним количинама у кометама је навело неке да претпоставе да су комете и метеори можда донели претеку живота – или можда и сам живот – на Земљу. 2013. је предложена теорија да су судари између камених и ледених површина, као што су комете, имале потенцијал да створе амино киселине које изграђују протеине путем шок синтезе. 2015. научници су нашли значајну количину молекуларног кисеоника који је излазио из комете 67P, показатељ да је присуство овог молекула који настаје природно можда чешће него што се сматрало, и да можда није тако јасан показатељ за ванземаљски живот као што се претпостављало.
Сумња се да су удари комета током дугог временског периода такође донели значајне количине воде на земљин Месец, од чега је могуће да је део преживео у виду месечевог леда. Комете и метеорити су можда одговорни и за постојање тектита.

## Судбина комета

### Избацивање из Сунчевог система
Ако комета путује довољно брзо она може напустити соларни систем; такав је случај са хиперболичним кометама. До данас, познато је да су комете избачене само путем интеракције са другим објектом у Сунчевом систему, попут Јупитера. Пример је комета C/1980 E1, која је померена са своје предвиђене орбите од 7,1 милион година око сунца, до хиперболичне путање, након сусрета са Јупитером 1980. године.

### Потрошене нестабилне материје
Јупитер фамилија комета и комете дугог периода наизглед прате врло различите законе гашења. JFC су активне током живота од око 10.000 година или око 1000 орбита, док се комете дугог периода гасе доста брже. Само 10% комета дугог периода преживи више од 50 пролазака до малог перихела, а само око 1% њих преживи више од 2000 пролазака. На крају, већина нестабилног материјала који комета садржи испари, и комета постаје мала, тамна, инертна грудва стена или смећа која подсећа на астероид. Неки астероиди у елиптичним орбитама се сада идентификују као изумрле комете. Отприлике шест процената астероида близу Земље су вероватно изумрла језгра комета које више не емитују гасове.

### Распад и сударање
Језгро неких комета може бити крхко, закључак подржан посматрањем цепања комета. Значајан поремећај био је комете Шумејкер-Леви 9, која је откривена 1993. године Блиски сусрет у јулу 1992. године ју је сломио у комаде, а у периоду од шест дана у јулу 1994. године, ови делови су упали у Јупитерову атмосферу – то је био први пут да су астрономи запазили судар између два објекта у Сунчевом систему. Остала раздвајања комета укључују 3D / Biela 1846. и 73P/Швазман-Вачман од 1995. до 2006. године. Грчки историчар Ефор пријавио је да се комета распала још давне зиме 372-373. п. н. е. Сумња се да се комете цепају због топлотног стреса, унутрашњег притиска гаса, или ударца.
Комете 42P/Neujmin и 53P/Van Biesbroeck су наизглед делови веће комете. Нумеричка интеграција је показала да су обе комете пролазиле близу Јупитера у јануару 1850. године, и да су пре тога та два објекта била готово идентична.
Неке комете су виђене како се распадају током проласка кроз перихел, укључујући и велике комете Запад и Икеја-Секи. Бела комета је један значајан пример, када се поломила на два дела током проласка кроз перихел 1846. године. Ове две комете су виђене одвојено 1852. али никада после тога. Уместо тога, виђене су спектакуларне кише метеора 1872. и 1885. када је комета требало да буде видљива. Мања киша метеора, Андромедид, се одиграва годишње у новембру, и проузрокована је проласком Земље кроз путању Бела комете.
Неке комете имају спектакуларнији крај – или падом на сунце или ударом о планетарно или друго тело. Судари између комета и планета или месеца су били чести у раном Сунчевом систему: неки од многих кратера на месецу на пример, су настали ударом комета. Скори судар планете и комете се одиграо у јулу 1994. када се Шумејкер-Леви 9 комета распала и сударила са Јупитером.

## Номенклатура
Имана која су комете добијале су пратила неколико различитих правила током прошлих два века. Пре раног двадесетог века комете су просто добијале име по години у којој су се појавиле, понекад са додатним придевима за посебно светле комете; отуд „Велика комета из 1860.“, „Велика комета из 1882.“, и „Велика јануарска комета из 1910.“
Након што је Едмунд Халеј показао да су комете из 1531. 1607. и 1682. исто тело и након што је успешно предвидео њен повратак 1759 рачунајући њену орбиту, комета је постала позната као Халејева комета. Такође су слично добиле имена и периодичне комете Енкијева комета и Бела комета, по астрономима који су израчунали њихове орбите, уместо по онима који су их открили. Касније су периодичне комете обично добијале имена по онима који су их открили, али су се комете које су се појавиле само једном и даље називале по години појављивања.
У раном двадесетом веку, обичај давања имена по ономе који је открио је постао чест, и тако је остало све до данас. Комета може да добије име по ономе који ју је открио, или по инструменту или програму који је помогао у налажењу.

## Историја изучавања

### Рана посматрања и мисао
Од античких извора, као што су кинеске кости пророчанства, знамо да су људи миленијумима примећивали појављивање комета. Све до шеснаестог века, комете су се сматрале лошим предзнаком смрти краљева или племенитих људи, или показатељи катастрофа, или чак тумачене као напад небеских бића на становнике Земље.
Аристотел је веровао је веровао да су комете атмосферска појава, због чињенице да се јављају ван хороскопа и да им јаркост варира током периода од пар дана. Плиније старији је веровао да су комете повезане са политичком нестабилношћу и смрти.
У 16. веку Тико Брахе је показао да комете морају да постоје ван Земљине атмосфере мерењем паралакса Велике комете из 1557. користећи посматрања географски одвојених посматрача. У прецизности мерења, ово је говорило да комета мора бити макар четири пута удаљенија него што је Месец од Земље.

### Орбитална истраживања
Исак Њутн је у свом делу Principia Mathematica из 1687. је приложио да објекат који се креће под утицајем свог закона обратних квадрата универзалне гравитације мора да исцрта орбиту облика једног од пресека купе, и показао је како дати параболичну путању комети, користећи комету из 1680. као пример.
Едвард Халеј је 1705. године применио Њутнов метод на 23 примера појављивања комета који су се одиграли између 1337. и 1698. године. Напоменуо је да три комете, из 1531. 1607. и 1682. године, имају јако сличне орбиталне елементе, и могао је да објасни мале разлике у орбитама уз помоћ гравитационих пертурбација Јупитера и Сатурна. Уверен у то да су те три појаве у ствари биле 3 појаве исте комете, он је предвидео њен повратак 1758-9. Халејево предвиђање повратка комете касније је дотера тим француских математичара; Алексис Клерот, Жозеф Лалонд и Никол-Реин Лепот, који су предвидели да ће Халејева комета прећи перихел са прецизношћу од једног месеца. Када се комета вратила као што је било предвиђено, постала је позната као Халејева комета (касније означена као 1P/Халеј). Следећи пут ће се појавити 2061. године.

### Изучавање физичких одлика
Исак Њутн је описао комете као компактна и издржљива чврста тела која се крећу неравномерном орбитом а њихове репове као танке млазеве паре које избацује језгро, које подстиче Сунце. Њутн је сумњао да су комете извор ваздуха који подржава живот на земљи.
Још од раног 18. века, научници су доносили тачне претпоставке о физичком саставу комета. 1755. године, Имануел Кант је донео хипотезу да се комете састоје из нестабилне супстанце, чије је испаравање довело до њеног сјајног приказа близу перихела. Немачки математичар Фридрих Вилхелм Безел је 1836. године, након посматрања млазева паре током појаве Халејеве комете 1835. године, предложио теорију да су млазеви материјала који испарава можда довољно јаки да значајно промене орбиту комете, и веровао је да су не гравитациони покрети Енкејеве комете резултат овог феномена.
Године 1950, Фред Лоренц Випл је предложио да су комете заправо ледени објекти који носе нешто прашине и камења, уместо камени објекти са нешто леда, како се веровало. Овај модел „прљаве грудве“ је постао прихваћен и наизглед подржан од стране армаде свемирских летилица (укључујући Гиото сонду Европске Свемирске Агенције и сонде Совјетског Савеза Вега 1 и Вега 2) које су одлетеле до Халејеве комете 1986. године, фотографисале језгро и посматрале млазеве испаравајућег материјала.
Дана 22. јануара 2014. године, научници ЕСА-е су известили о дефинитивном открићу водене паре на патуљастој планети Церери, највећем објекту у појасу астероида. Ово откриће је постигнуто коришћењем далеких инфрацрвених способности Хершелове свемирске опсерваторије. Ово откриће је неочекивано зато што обично комете „избацују млазеве“ а не астероиди. Према једном научнику: „Разлика постаје све више и више замућена између комета и астероида.“ 11. августа 2014, астрономи су објавили студије начињене помоћу Atacama Large Millimeter/Submillimeter Array (ALMA) по први пут, које су детаљно објашњавале дистрибуцију HCN, HNC, H2CO и прашине у коми комета C/2012 F6 (Лемон) и C/2012 S1 (ИСОН).

### Окосунчане комете
Окосунчане комете су комете које пролазе јако близу Сунца на свом перихелу, обично на неколико милиона километара. Иако мале комете овог типа могу потпуно да испаре током приласка Сунцу, велике комете могу да преживе више пролазака кроз перихел. Међутим јаке силе које делују на њих обично доводе до њихове фрагментације.
Око 90% окосунчаних комета посматраних уз помоћ SOHO-а припадају Крауц групи, и потичу од једне велике комете која се распала на више малих током проласка кроз унутрашњи Сунчев систем. Остатак садржи спорадичне окосунчане комете, али су међу њима идентификоване друге четири групе; Крашт, Крашт 2а, Марзден и Мејер групе. Марзден и Крашт групе су обе повезане са кометом 96P/Машолц, која је такође извор две струје метеорита, Квадрантида и Ариетида.

### Необичне комете
Од хиљада познатих комета, неке показују необичне особине. Енкејева комета кружи од ван појаса астероида до унутар орбите Меркура, док комета 29P/Швазман-Вачман тренутно путује на скоро кружној орбити између Јупитера и Сатурна. 2060 Чирон, чија је орбита између Сатурна и Урана је првобитно означена као астероид, док није откривена слаба кома. Слично, комета Шумејкер-Леви 2 је првобитно означена као астероид 1990 UL3.

### Кентаури
Кентаури обично показују особине и астероида и комета. Кентаури могу бити означени као комете као што су 60558 Ешеклус, и 166P/NEAT. 166P/NEAT је откривена док је имала кому, и стога класификована као комета упркос својој орбити, а 60558 Ешеклус је откривена без коме али је касније постала активна, и класификована је и као комета и као астероид (174P/Ешеклус). Један од планова за Касини је био њено слање на кентаур, али је NASA одлучила да је уместо тога уништи.

## Посматрања
Комета може бити откривена фотографски, коришћењем телескопа широког поља или визуелно, двогледом. Међутим, чак и без приступа оптичкој опреми, и даље је могуће да астроном аматер открије окосунчану комету скидањем слика сакупљених од стране сателитских опсерваторија као што је SOHO. SOHO-еву 2000-ту комету је открио Пољски астроном аматер Михаљ Кузијак 26. децембра 2010. а за откриће Хејл-Бопове комете коришћена је аматерска опрема.

### Изгубљене
Одређен број комета откривених у прошлим деценијама су сада изгубљене комете. Или њихове орбите нису никада биле довољно познате да би се предвидела њихова следећа појава или су се комете распале. Како год, с времена на време се открије „нова“ комета а прерачунавање њене орбите покаже да је у ствари једна од изгубљених. Пример је комета 1P/Темпел-Свифт-LINEAR, откривена 1869. али изгубљена након 1908. због Јупитерових пертурбација. Поново је нађена случајно од стране LINEAR-а тек 2001. Постоје бар 18 комета које спадају у ову категорију.

## Галерија
- Comet C/2006 P1 (McNaught) taken from Victoria, Australia 2007
- The Great Comet of 1882 is a member of the Kreutz group
- Great Comet 1861
- Comet Hyakutake (X-ray, ROSAT satellite)
- "Active asteroid" P/2013 P5 (PANSTARRS) with several tails.[3]
- Comet Siding Spring to pass near Mars on 19 October 2014 (Hubble; 11 March 2014)
- List of discovered comets by the WISE space telescope
- C/2011 W3 (Lovejoy) heads towards the Sun
- View from the impactor in its last moments before hitting the comet in the Deep Impact mission

Videos

## У поп култури
Приказ комета у поп култури је дубоко утемељен у виђењу комета као доносиоце несреће и промена светских размера. Халејева комета је изазвала огроман број објава разних врста сваки пут када би се поново појавила. Посебно је напоменуто да се датуми рођења и смрти неких значајних људи поклапа са појављивањем комете, као што је случај са писцем Марк Твејном (који је тачно нагађао да ће се угасити заједно са кометом 1910.) И Јудора Велти чијем је животу Мери Чапин Карпентер посветила песму „Халеј је дошао Џексону“.
У прошлим временима, светле комете су обично изазивале панику и хистерију сујеверном становништву које је на то гледало као лош знак. Скорије, током проласка Халејеве комете 1910. године, Земља је прошла кроз реп комете, а новине су људима улиле страх да ће цијаногени у репу комете отровати милионе, док је појава комете Хејл-Боп 1997. изазвала групно самоубиство култа Небеске капије.
У научној фантастици, удар комете је описан као опасност превазиђена технологијом и јунаштвом (Дубоки удар и Армагедон 1998.), или као окидач глобалне апокалипсе (Луциферов чекић из 1979.) или зомбија (Ноћ комете из 1984). У роману Жила Верна „На комети“ група људи бива заглављена на комети која кружи око Сунца, док је велика експедиција посећивала Халејеву комету у роману Сер Артура Ц. Кларка 2061: Одисеја три.